# Všebor I. z Náměště
Všebor I. z Náměště (kolem 1240 – po 1297) byl přední moravský šlechtic z rodu Švábenických ze Švábenic. Narodil se jako syn Idíka I. ze Švábenic a jeho neznámé manželky patrně z rodu Hrabišiců.
V pramenech se poprvé objevil v roce 1255. Často pak pobýval na dvoře krále Přemysla Otakara II., jenž Všebora v roce 1269 jmenoval do významné funkce bítovského komorníka. Na tomto postu Všebor působil do roku 1276. Mezi lety 1276 a 1278 Všebor patřil mezi nejbližší Přemyslovi spolupracovníky. Českého krále možná roku 1278 doprovázel i do bitvy na Moravském poli, ve které Přemysl padl. Ani poté Všebor neztratil místo jednoho z nejpřednějších moravských šlechticů. Na počátku 80. let pobýval na dvoře královny-vdovy Kunhuty Uherské na Opavsku a byl často delegován jako rozhodčí v různých sporech. Ve službách Václava II. se roku 1290 možná podílel na potlačení odboje přívrženců Záviše z Falkenštejna. Poslední zpráva i něm je datována do roku 1297. Poté patrně zemřel. Sídlil a vlastnil hrad Náměšť. 

## Život

### Ve službách Přemysla Otakara II.
Narodil se jako syn Idíka I. ze Švábenic a jeho první neznámé manželky, která zřejmě pocházela z rodu Hrabišiců, čemuž odpovídá i Všeborovo jméno, jenž je pro tento rod typické. V pramenech se Všebor poprvé objevil po boku svého otce a bratra Hrabiše I. na listině vydané králem Přemyslem Otakarem II. někdy v roce 1255 v Brně.
Znovu na listině Přemysla Otakara II. Všebor s otcem a bratrem Hrabišem svědčil v polovině února 1262. Ještě předtím Všebor počátkem roku 1258 s panovnickým dvorem pobýval v Dobříši. V roce 1268 se v pramenech naposledy připomínal Všeborů otec Idík, jenž brzy poté zřejmě zemřel. Všebor se po jeho smrti stal novou hlavou rodu. Po otcově vzoru se Všebor na přelomu let 1267 a 1268 zúčastnil druhé křížové výpravy Přemysla Otakara II. do Pruska. Všebor na kariéru svého otce navázal i tím, že ho český král jmenoval do funkce bítovského komorníka. Jako bítovský komorník se poprvé připomíná na falzu, které měl údajně vydat Přemysl Otakar II. roku 1269 v Praze jako rozsudek sporu mezi hradišťským kláštera a pány ze Šternberka. Ve funkci bítovského komorníka Všebor následně znovu vystoupil na podezřelé listině Přemysla Otakara II. hlásící se do roku 16. února 1270. Dne 28. května 1274 se jako bítovský komorník Všebor podílel na řešení sporu mezi hraďištským klášterem a městem Olomoucí. V listopadu příštího roku byl Všebor přítomen u zasedání provinciálního soudu v Olomouci, což může dokazovat, že zřejmě už v té době vlastnil nebo spoluvlastnil hrad Náměšť poblíž Olomouce. Pokud by totiž sídlil na dalekém Bítově, na provinciální soud až do Olomouce by ho pravděpodobně nezvali. Náměšť Všebor prokazatelně vlastnil či spoluvlastnil 4. března 1276, kdy je na listině hraďištského kláštera uveden s přídomkem „z Náměště“. Téhož roku v červenci Všebor přivěsil pečeť k listině, kterou jeho bratranec Časta z Křelova prodal hradišťskému klášteru dva lesy, což mimo jiné znovu dokazuje přátelské vztahy Švábeniců k tomuto klášteru. Tehdy se Všebor naposledy připomíná jako bítovský komorník.

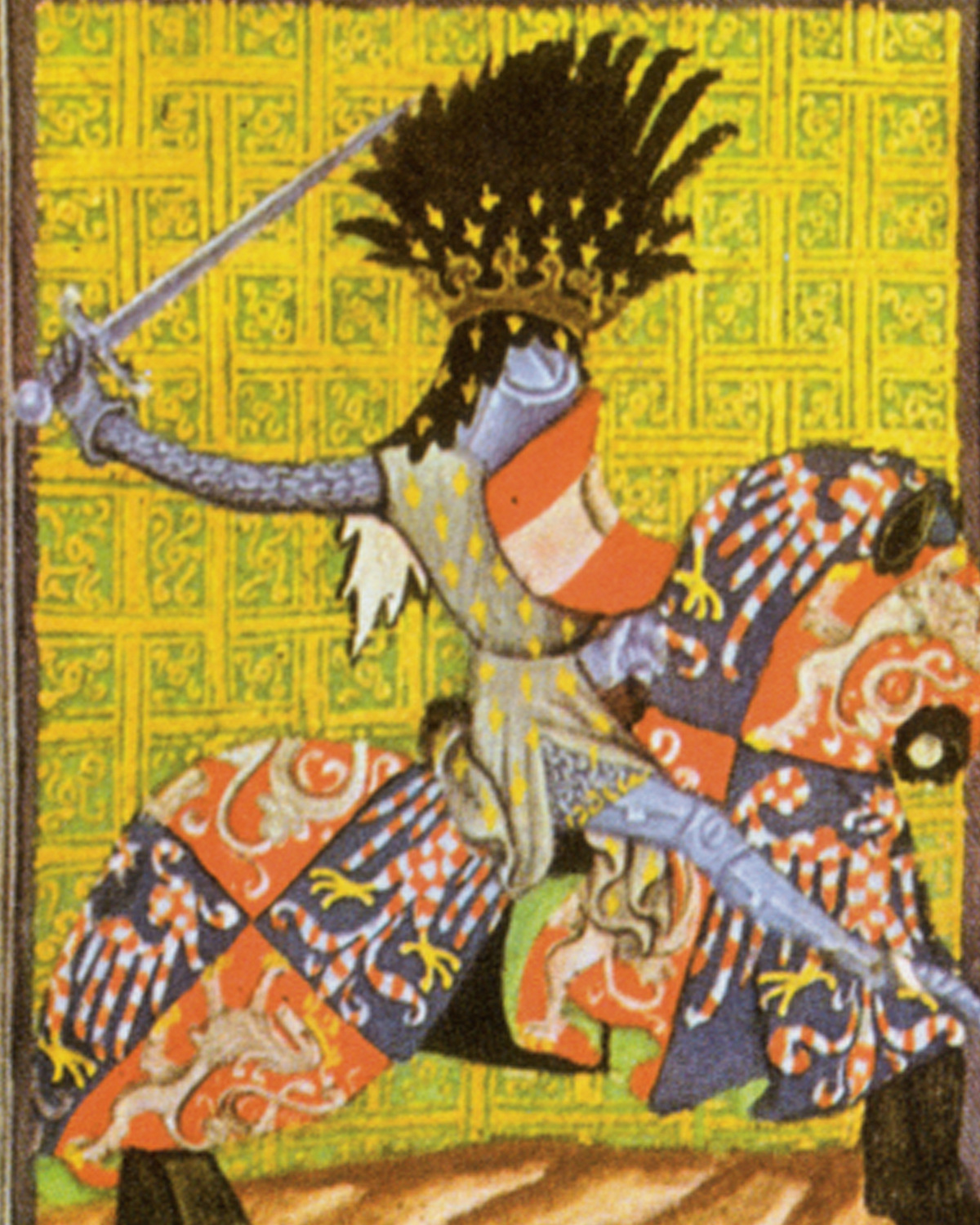
Přemysl Otakar II. (Gelnhausenův kodex)

V roce 1276 byl Všeborův pán Přemysl Otakar II. sražen na kolena svým soupeřem římskoněmeckým králem Rudolfem I. Habsburským, který Přemysla donutil, aby se vzdal svých alpských zemí – Rakous, Štýrska, Kraňska, Korutan, Chebska, Vindické marky a Furlanska. Po návratu do Čech Přemysl navíc musel čelit vzpouře některých šlechticů, a to především Boreše z Rýzmburka a Vítkovců v čele se Závišem z Falkenštejna. Dne 18. května 1277 Přemysl Otakar II. nechal sepsat list, který následně poslal norimberskému purkrabímu Fridrichovi. Do Norimberku ho poslal prostřednictvím svého oblíbeného dvořana, kterým nebyl nikdo jiný než Všebor z Náměště. Fridrichovi si český král si listinou stěžoval na Záviše i Rožmberky, že neustávají v loupení a žhářství na králových statcích. V reakci na to zavítal v září 1277 do Prahy nejstarší syn římského krále Albrecht Habsburský. Výsledkem jeho vyjednávání bylo uzavření takzvané druhé dodatkové smlouvy z 12. září 1277. Za českou stranu na této listině jako svědek mimo jiné vystupuje i Všebor z Náměště.
Dne 21. ledna 1278 Všebor byl spolu s Bohušem z Drahotuš a Hartlebem z Dubna pověřen v nepřítomnosti krále Přemysla Otakara řešit spor mezi dvěma sestrami z Moravských Málkovic a žďárským klášterem. Téhož dne stejná sestava králových pověřenců doplněná o Hartmana z Čeblovic rozhodovala ve při mezi Pardusem z Horky a hraďištským klášterem. Na listině, kterou zde královi delegáti vydali, se Všebor opět píše jako „z Náměště“. V roce 1278 vypukla další válka mezi Rudolfem Habsburským a Přemyslem Otakarem II., která vyvrcholila slavnou bitvou na Moravském poli, ve které byl Přemysl poražen a sám v ní padl. Je velmi pravděpodobné, že se Všebor této bitvy po boku svého krále zúčastnil.

### Za vlády Václava II. a jeho poručníků

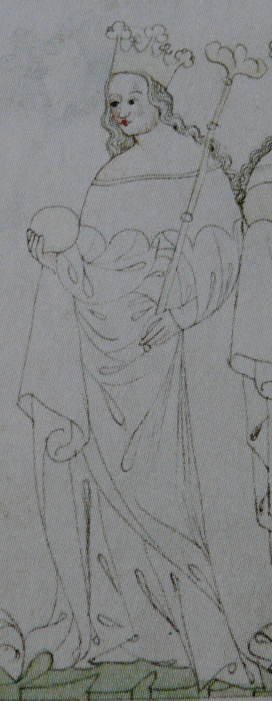
Kunhuta Uherská (Zbraslavská kronika)

Po smrti Přemysla Otakara II. královna-vdova Kunhuta Uherská do Čech povolala Otu V. Braniborského, který měl působit jako poručník nezletilého syna zesnulého krále Václava II. Poté, co Ota uhájil své postavení před římskoněmeckým králem Rudolfem Habsburským, Ota Braniborský následně internoval mladého Václava II. na Bezdězu, poté ho převezl do Žitavy a později do Berlína a Špandavy. Období Otovy poručnické vlády v Čechách bývá označováno jako zlá léta. Po celé zemi se totiž šířila anarchie provázená loupením, všemožným válčením, hladomory a epidemiemi. Královna Kunhuta v květnu pod záminkou, že jede navštívit hrob svého chotě do Znojma, uprchla před Otou Braniborským na Opavsko, kde se kolem ní vytvořil dvůr sestávající především z moravských šlechticů v čele s Milotou z Dědic, Herbordem z Fulštejna a Kunou ze Zbraslavi a Kunštátu. V královnině se zdržoval také Všebor z Náměště, který je ne jejím sídle v Hradci nad Moravicí zmíněn k 13. říjnu 1279.

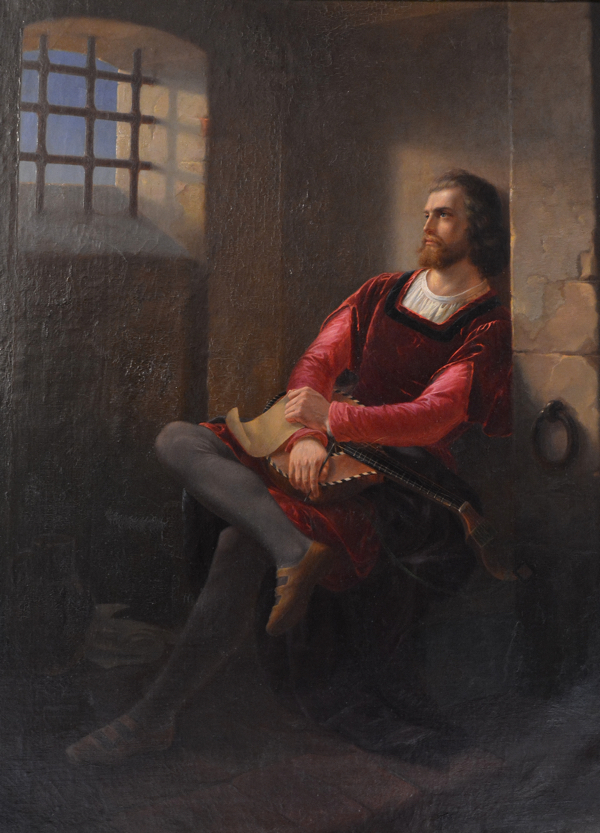
Záviš z Falkenštejna (fiktivní portrét z 19. století)

Dne 26. listopadu 1279 Všebor v Mohelnici s bratrancem Kojatou z Drnovic osvědčil listinu olomouckého biskupa Bruna ze Schauenburku. Podle Františka Pokorného zde Všebor vystupuje jako Brunův man, což však odmítl David Papajík. Když se na počátku roku 1281 vlády na Moravě zmocnil rakouský vévoda Albrecht Habsburský, pověřil Všebora, olomouckého komorníka Oneše a Kunu z Kunštátu, aby jako soudci na provinčním soudu v září 1282 v Olomouci dořešili spor mezi jistou Bohuslavou a hradišťským klášterem o ves Těšetice, které se klášter nakonec ve prospěch Bohuslavy vzdal, ale pod podmínkou, že po  její smrti polovina vsi připadne klášteru. 16. dubna 1283 Všebor vystupoval na dvoře nového olomouckého biskupa Dětřicha v Kroměříži. Vláda Oty Braniborského skončila o rok později, když se do Čech z exilu vrátil Václav II. Vlády nad Čechami se následně zmocnila oligarchická skupina šlechtických předáků v čele s vůdcem Vítkovců Závišem z Falkenštejna. Josef Vítězslav Šimák se domníval, že Hrabiš a jeho příbuzní v této době patřili mezi odbojníky proti Závišově nadvládě. Šimákovo tvrzení však vyvrátil David Papajík. Podle Papajíka Šimáka zmátlo Hrabišovo blízké příbuzenství s Gerhardem ze Zbraslavi a Obřan, synem Hrabišova švagra Bočka ze Zbraslavi, jenž se spolu s Milotou z Dědic předtím aktivně podílel na odboji proti Otovi Braniborskému, kvůli čemuž byl roku 1282 dokonce i uvězněn.
Ani Záviš z Falkenštejna se však u moci dlouho neudržel, v roce 1289 byl zatčen a faktické vlády v zemi se konečně ujal sám Václav II. Proti Václavovi však brzy poté vypukla vzpoura Závišových bývalých přívrženců a spojenců, jež byla ale úspěšně potlačena a Záviš skončil na popravišti. Libor Jan se domnívá, že na potlačování tohoto odboje se podílel i Všebor z Náměště. Soudí tak kvůli jeho přítomnosti v králově družině v září 1290 v Nižboru. Ke konci života Všebora, jenž dosud zastával místo hlavy rodu, zastínila pomalu stoupající hvězda jeho mladšího bratra Vítka z Úpy, který v 90. letech vykonával úřad moravského maršálka. Poslední zmínka o Všeborovi pochází z roku 1297. Tehdy Všebor vedl spor o ves a dvůr Luběnice pozemky v Ratajích s olomouckou kapitulou. Obě strany se podrobili rozhodčímu řízení, které 23. dubna 1297 rozhodlo, že zmíněné statky náleží olomoucké kapitule. Všebora ale kapitula zároveň musela odškodnit jinými pozemky. Brzy poté Všebor patrně zemřel.

## Pečeť
Všeborova pečeť se dochovala pouze z roku 1278. Byla okrouhlá s průměrem 20 milimetrů a přivěšená na pergamenovém proužku. Zhotovená byla z přírodního vosku. Nacházel se v ní rozletitá střela s kruhem a opis gotickou majuskulou.

## Potomci
1. manželství ∞ neznámá manželka
- Kadold z Náměště († po 1335), olomoucký sudí
- Milíč III. z Náměště († po 1328), brněnský a znojemský komorník